# Моя кузина Рэйчел
«Моя кузина Рэйчел» (англ. My Cousin Rachel) — роман английской писательницы Дафны дю Морье, впервые опубликованный в 1951 году. Как и более ранний роман данного автора «Ребекка», это произведение сочетает в себе черты психологического триллера и любовного романа. Основное действие происходит в Корнуолле.

## Сюжет
Филипп Эшли (главный герой, от лица которого ведётся повествование), сирота, воспитан в корнуольском поместье кузеном Эмброзом. Когда Филиппу было 24 года, Эмброз, страдавший от ревматизма, отправился на лечение в Италию, где познакомился со своей дальней родственницей, кузиной Рэйчел, вдовой графа Сангалетти, оставшейся практически без средств к существованию. Эмброз женился на кузине, но семейное счастье продлилось недолго, и через год он умер.
Рэйчел приезжает в поместье Эшли. Филипп испытывает противоречивые чувства: он влюбляется в Рэйчел, но ему не даёт покоя та мысль, что кузен умер при весьма подозрительных обстоятельствах. Увлечение Филиппа заставляет его искать оправдания для Рэйчел в произошедшем. Автор предоставляет читателю право самому решить — виновата ли Рэйчел или Филипп введён в заблуждение. Когда Филипп достигает возраста 25 лет (по завещанию Эмброза с этого момента он может распоряжаться имуществом), он передаёт поместье и состояние Эшли кузине Рэйчел. В их отношениях наступает резкое охлаждение со стороны Рэйчел, затем у Филиппа начинается болезнь, очень похожая на ту, от которой умер Эмброз.
В конце романа кузина Рэйчел падает с моста и получает смертельные травмы. Она умирает на руках Филиппа, назвав его Эмброзом.

## Экранизации
- 1952 — фильм «Моя кузина Рэйчел», в главных ролях Ричард Бёртон и Оливия де Хэвилленд.
- 1983 — телефильм, в главных ролях Джеральдина Чаплин и Кристофер Гард.
- 2017 — фильм «Моя кузина Рэйчел», в главных ролях Рэйчел Вайс и Сэм Клафлин.